# Mali Bukovec (Mače)
Mali Bukovec is een plaats in de gemeente Mače in de Kroatische provincie Krapina-Zagorje. De plaats telt 246 inwoners (2001).